# Bhrikuti Devi
Bhrikuti Devi, död okänt år, var en tibetansk kejsarinna, gift med kejsar Songtsän Gampo (regerade 605-650).
Hon var född som prinsessa av Nepal. 
Hon blev tillsammans med sin make och hans andra hustru Wen Cheng föremål för dyrkan i Tibet. 